# التيار المحافظ الأحيائي

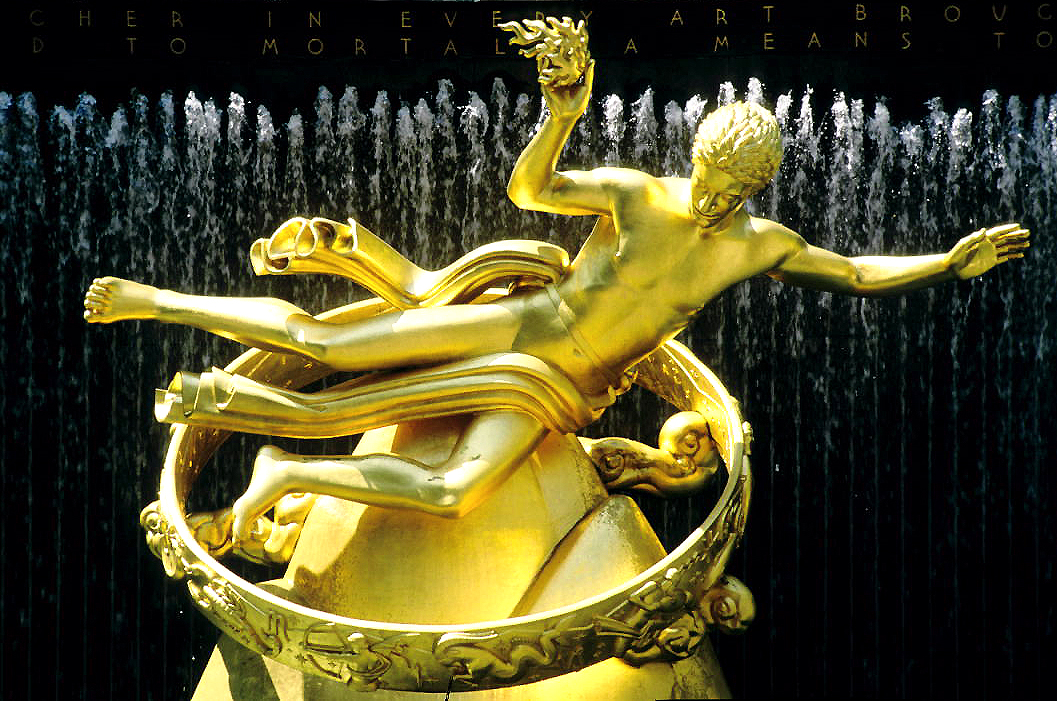
تمثال بروميثيوس في ساحة روكفلر، مانهاتن، نيويورك، الولايات المتحدة

التيار المحافظ الأحيائي أو المحافظة الأحيائية (بالانجليزية: Bioconservatism، وهو لفظ مأخوذ من كلمتي «Biology علم الأحياء» و «conservatism المحافظة») وهو حالة من التردد والتشكيك في ما يتعلق بالتقدم التكنولوجي الجذري، بالأخص التقدم الذي يسعى إلى تعديل حالة البشر أو تعزيزها. يتميز التيار المحافظ الأحيائي باعتقاد مفاده أن التوجهات التكنولوجية في مجتمع اليوم تهدد الكرامة الإنسانية، وبمعارضته أيضًا للحركات والتقنيات الناتجة عنها بما في ذلك حركة ما بعد الإنسانية والتعديل الوراثي البشري والذكاء العام الاصطناعي والتفرد التكنولوجي. يعارض أيضًا كثير من المحافظين الأحيائيين استخدام تقنيات مثل إطالة الحياة والفحص الوراثي السابق للانغراس.
يتراوح المحافظون الأحيائيون بآرائهم السياسية بين المحافظين الدينيين الثقافيين اليمينيين وبين دعاة حماية البيئة اليساريين ونُقاد التكنولوجيا. إن الأمر الذي يوحد المحافظين الأحيائيين هو الشكوكية في التحولات الطبية وغيرها من التحولات التكنولوجية الحيوية في المحيط الحيوي. وعادة ما يكون المنظور المحافظ الحيوي أقل انتقادًا للمجتمع التكنولوجي من اللاضية الجديدة، فهو يتسم بدفاعه عن الطبيعة بصفتها جانبًا من جوانب الأخلاق.

## جدالات فلسفية حول الحفاظ الحيوي
يسعى المحافظون الأحيائيون إلى التصدي للحجج التي يسوّقها أنصار حركة ما بعد الإنسانية الذين يؤيدون استخدام تقنيات تعزيز الإنسان على الرغم من إقرارهم بالمخاطر التي تنطوي عليها هذه التقنيات. ويعتقد أنصار هذه الحركة أيضًا أن هذه التكنولوجيات تمتلك القدرة على تغيير ما ننظر إليه حاليًا باعتباره كيانًا إنسانيًا، وبأنها ضرورية للتنمية البشرية في المستقبل. بوسعنا أن نرى مثالًا لهذا في الجدالات التي ساقها نيك بوستروم، الذي يعتقد أن التعديل الجيني سوف يشكل ضرورة أساسية لتحسين صحة الإنسان في المستقبل.
تشمل العناصر الرئيسة الثلاثة لجدالات المحافظين الأحيائيين حسبما وصفها بوستروم: أولًا، يُعد التعزيز البشري مهينًا بالفطرة، لذا فهو مؤذٍ؛ ثانيًا، يشكل وجود الإنسان المعزز تهديدًا لـ«الإنسان العادي»، ثالثًا، يفتقر التعزيز البشري لاعترافه بأن «ليس كل شيء في العالم متاح لأي استخدام قد نرغب به أو نبتكره». يُعد أول عنصرين من هذه العناصر علمانيَين في حين يُستمد الأخير «من عواطف دينية أو متخفية بالدين».

### التواضع
يناقش مايكل ساندل أن التواضع هو فضيلة أخلاقية سوف تتقوض بفعل الهندسة الوراثية. وهو يجادل بأن التواضع يشجع المرء على «الخضوع لما هو غير متوقع وعلى التعايش مع التنافر وكبح جماح الاندفاع»، ومن ثم، فإن الأمر يستحق المراعاة في جميع جوانب حياة المرء. وهذا يشمل تواضع الآباء فيما يتعلق بالمؤثرات الجينية الخاصة بهم وبأولادهم. ويناقش ساندل أيضًا أنه من المقلق أن العلاقة بين الوالدين وأطفالهما «تُشوّه» من خلال الهندسة الوراثية:
تكمن المشكلة في غطرسة الآباء، في سعيهم لإتقان غموض علم الوراثة. وحتى إذا لم تكن تلك الرغبة قد جعلت من الآباء طغاة على أطفالهم، فإنها ستشوّه العلاقة بينهم، لذا سيحرَم الآباء من فضيلة التواضع ومن توسيع نطاق التعاطف الإنساني الذي يمكن أن يزرعه الانفتاح على ما هو غير مرغوب.
في الأساس، يعتقد ساندل أنه لكي يتمتع الآباء بفضيلة التواضع، يتعين عليهم قبول فكرة أن الطفل قد لا يتقدم وفقًا لتوقعاتهم بالضبط. فالعمل على جعل الطفل رياضيًا على سبيل المثال يتضارب مع فكرة الآباء الذين لديهم مثل هذه التوقعات المفتوحة. ويقول أيضًا إن التعزيز الجيني يحرم الوالدين من «الانفتاح على ما هو غير مرغوب». ويعتقد ساندل أن لا بدّ للآباء أن يكونوا على استعداد لحب أطفالهم بلا قيد أو شرط وأن يروا أطفالهم بمثابة هدايا من الطبيعة، بدلًا من كيانات تعرَّف وفقًا للتوقعات الأبوية والجينية. علاوة على ذلك، يقترح ساندل في بحثه تحت عنوان القضية ضد الكمال ما يلي:
لا أعتقد أن المشكلة الرئيسة في التعزيز والهندسة الوراثية هي أنها تقوّض الجهود أو تتسبب بتقليص القوة البشرية. إذ يتمثل الخطر الأعمق باعتبارها نوعًا من الإفراط، وهو طموح بروميثياني ثائر إلى إعادة تشكيل الطبيعة، بما في ذلك الطبيعة البشرية لخدمة احتياجاتنا وتلبية رغباتنا.
عند القيام بذلك، يبدي ساندل تخوفات نتيجة أن جانبًا أساسيًا من الطبيعة البشرية -ومعنى الحياة المستمدة منه- سيتآكل في عملية التوسع بصورة جذرية إلى ما هو أبعد من قدراتنا الممنوحة لنا طبيعيًا. وقد أطلق على هذا اسم «مشروع بروميثان»، المحكوم بتواضعنا ومكاننا في الطبيعة. ويضيف ساندل أيضًا:
وهو في جزء منه إدراك ديني. ولكن وقْعه قد يتجاوز الدين.

#### المسؤولية
يناقش ساندل أنه بسبب الدور المتزايد للتعزيز الوراثي، سيكون هناك «انفجار» للمسؤولية على البشرية. وهو يزعم أن الهندسة الوراثية سوف تزيد من مسؤولية الآباء مع «تحملهم المسؤولية عن اختيار السمات الصحيحة لأطفالهم أو عدم اختيارها». وهو يعتقد أن مثل هذه المسؤولية من شأنها أن تؤدي إلى تحول الجينات إلى مسألة اختيار لا مسألة صدفة. يوضح ساندل هذه الفكرة ضمن مثال عن الرياضة: في ألعاب القوى، غالبًا ما تُعزى النتائج غير المرغوب بها إلى عوامل خارجية مثل عدم التحضير أو فشل في الانضباط. ومع دخول الرياضيين مجال الهندسة الوراثية، يعتقد ساندل أن الرياضيين سيتحملون مسؤولية إضافية عن مواهبهم وأدائهم؛ على سبيل المثال، نتيجة فشلهم باكتساب السمات الجوهرية اللازمة للنجاح. ويعتقد ساندل أن هذا الأمر يمكن استقراؤه في المجتمع بأكمله: إذ سوف يضطر الأفراد إلى تحمل المزيد من المسؤولية عن أوجه الخلل في مواجهة الانتقاء الجيني المتزايد.

#### التضامن
يشير ساندل إلى أن الطفل دون الهندسة الوراثية يقع «تحت رحمة اليانصيب الوراثي». تتيح أسواق التأمين تقاسم الأخطار لصالح المجتمع بأكمله: فهؤلاء الذين يتبين أنهم يتمتعون بصحة جيدة يقدّمون الدعم للغير. وتمكن صياغة هذا الأمر بصورة أعم على النحو التالي: لا يُحدد النجاح الفردي بشكل كامل من قِبل ذلك الفرد أو والديه، إذ إن الصفات الجينية تُعين عشوائيًا من ضمن مجموعة جمعية. ويزعم ساندل نتيجة أنّا جميعًا نواجه المخاطر ذاتها، فإن وضع برامج التأمين الاجتماعي المعتمدة على الشعور بالتضامن يُعد أمرًا ممكنًا. ومع ذلك، فإن التعزيز الجيني يوفر معرفة وراثية كاملة ومقاومة متزايدة لبعض الأمراض. ولن يختار الأفراد المعززون التقيد بهذا النظام أو هذا المجتمع البشري، لأنه ينطوي على خسائر مضمونة لهم. فهم لن يشعروا بأنهم مدينون لمجتمعهم، وبذلك سوف يختفي التضامن الاجتماعي.
يقترح ساندل أن التضامن «ينشأ عندما يفكر الرجال والنساء بالأرجحية العرضية لمواهبهم ومصيرهم». ويقول إن في حال بدأنا ننظر إلى تعزيزاتنا الجينية على أنها إنجازات يمكننا أن ننسب الفضل إليها، لن يقع على عاتق المجتمع مسؤولية أي التزام بالمشاركة مع من هم أقل حظًا. لذا، يرفع ساندل قضيته ضد الكمال في علم الجينات لأنه سوف يُنهي التضامن الناشئ عندما يفكر الناس في الطبيعة غير الضرورية لمصائرهم.

## محافظون بيئيون بارزون
- فرانسيس فوكوياما
- ليون كاس
- جيريمي ريفكين
- مايكل ساندل
- جورج آناس
- ديل كاريكو
- بيل ماكبين
- أوليفر أودونوفان
- ويلسي جي. سميث
- إدموند بيليغرينو

## وصلات خارجية
- Nick Bostrom, "In defense of posthuman dignity", full text